# Dak Prescott
Rayne Dakota „Dak“ Prescott (geboren am 29. Juli 1993 in Sulphur, Louisiana) ist ein US-amerikanischer American-Football-Spieler auf der Position des Quarterbacks. Er spielte College Football für die Mississippi State University. Im NFL Draft 2016 wurde er als 135. Spieler von den Dallas Cowboys ausgewählt und ist seitdem für sie in der National Football League (NFL) aktiv.

## Frühe Jahre

### Familie
Prescott ist das jüngste der drei Kinder von Nathaniel und Peggy Prescott. Insgesamt hat er vier Geschwister, da sein Vater noch einen älteren Bruder in die Ehe brachte. Seine Mutter Peggy starb im November 2013 an Darmkrebs.
Daks Bruder Jace Prescott starb am 23. April 2020 im Alter von 31 Jahren.

### Highschool
Prescott besuchte die Haughton High School in Haughton, Louisiana, wo er als Senior für 2.860 Yards und 39 Touchdowns warf und zusätzlich für 951 Yards und 17 Touchdowns lief.

### College
Prescott spielte von 2011 bis 2015 für die Mississippi State Bulldogs, wo er von 2013 bis 2015 Starting-Quarterback war. In dieser Zeit stellte er zahlreiche Schulrekorde unter anderem für Raumgewinn (11.985), Touchdowns in der Karriere (114), Yards im Passspiel (9.376), geworfene Touchdowns (70) und Passquote (62,78 %) auf.

## NFL
Im NFL Draft 2016 wurde Prescott in der vierten Runde von den Dallas Cowboys ausgewählt. Die Cowboys suchten nach einem jungen Quarterback, um diesen langfristig hinter Starter Tony Romo zu entwickeln. Zuvor hatten die Cowboys vergeblich versucht, nach oben zu traden, um Paxton Lynch in der ersten Runde auswählen zu können. In der Preseason kämpfte er mit Jameill Showers um den Platz hinter Starter Tony Romo. Durch starke Leistungen in den Vorbereitungsspielen setzte sich Prescott durch und nachdem sich Romo im dritten Preseasonspiel gegen die Seattle Seahawks eine Wirbelkörper-Fraktur zuzog, wurde Prescott bis zu seiner Rückkehr zum Starting-Quarterback ernannt.
Somit feierte er am ersten Spieltag der Saison 2016 gegen die New York Giants sein Profidebüt. Bei der 19:20-Heimniederlage brachte er 25 von 45 Pässen für 227 Yards an seine Mitspieler. Am 2. Spieltag gewann Prescott sein erstes NFL-Spiel, Dallas schlug die Washington Redskins mit 27:23. Dabei verzeichnete er 292 Passing Yards und erlief einen Touchdown. In Woche 3 gelang Prescott mit einem Zuspiel auf Dez Bryant sein erster Touchdownpass in der NFL. Am 16. Oktober 2016 brach er im Spiel gegen die Green Bay Packers den Rekord von Tom Brady für die meisten Passversuche ohne Interception zu Beginn einer NFL-Karriere (176 Versuche). Im Spiel gegen die Green Bay Packers fing der Safety Morgan Burnett den Ball im 177. Versuch ab.
Mit Prescott gewannen die Cowboys nach der Auftaktniederlage gegen die Giants elf Spiele in Folge, bevor man – wiederum gegen den Divisionsrivalen aus New York – erst am 14. Spieltag die zweite Niederlage einstecken musste. Prescott führte Dallas zu einer Bilanz von 13–3, dem Top-Seed der NFC in den Play-offs und beendete die Regular Season mit 23 Touchdownpässen und 4 Interceptions, dabei waren 67,8 % seiner Pässe erfolgreich. In den Play-offs schieden die Cowboys allerdings trotz einer starken Leistung von Prescott nach einer 31:34-Niederlage gegen die Green Bay Packers direkt aus. Bereits in seiner Rookiesaison wurde Prescott in den Pro Bowl gewählt. Außerdem wurde er zum AP Offensive Rookie of the Year und zum Pepsi NFL Rookie of the Year gewählt.
In seinem zweiten NFL-Jahr konnte Prescott nicht ganz an die Leistungen aus seiner starken Rookie-Saison anknüpfen und verpasste mit den Cowboys die Play-offs. Er beendete die Spielzeit mit 22 Touchdowns, 13 Interception, einer Passquote von 62,9 % und 3324 Passing Yards.

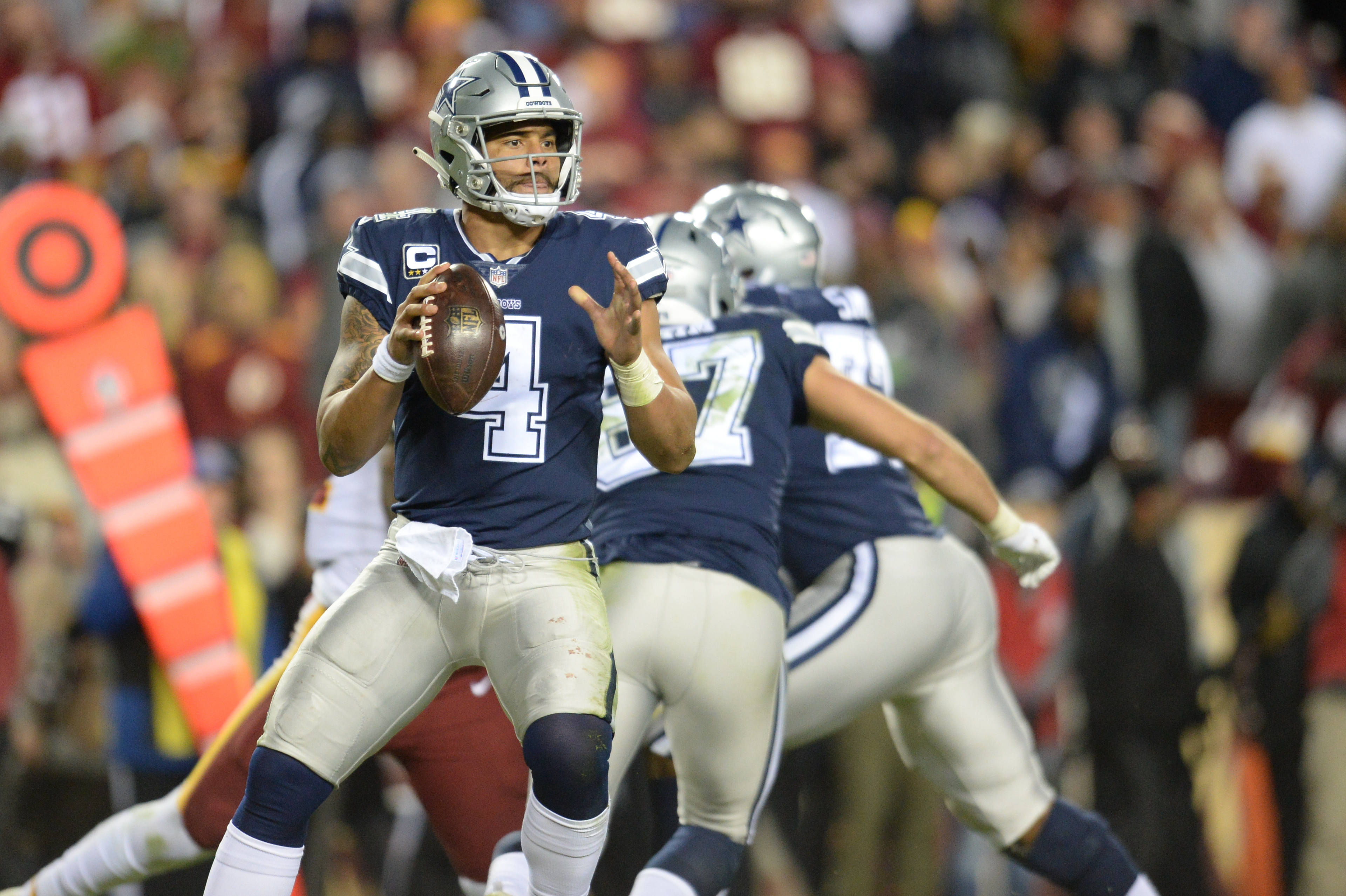
Dak Prescott 2018 gegen die Washington Redskins

In der Saison 2018 führte Prescott die Cowboys nach einem Start mit drei Niederlagen und fünf Siegen noch in die Play-offs, wo ihm gegen die Seahawks sein erster Play-off-Sieg gelang. In der Divisional Round unterlag Dallas den Los Angeles Rams. Prescott warf 2018 22 Touchdownpässe bei 13 Interceptions und wurde als Ersatz für Drew Brees zum zweiten Mal für den Pro Bowl nominiert.
Zum Auftakt der Saison 2019 warf Prescott gegen die New York Giants vier Touchdownpässe und konnte dabei erstmals ein perfektes Quarterback Rating verzeichnen. Zwar verpasste Dallas 2019 mit einer Bilanz von 8–8 die Play-offs, allerdings verzeichnete Prescott Karrierebestwerte bei Touchdownpässen (30) und Passing Yards (4902).
Nachdem sich Prescott und die Cowboys vor der Saison 2020 nicht auf einen langfristigen Vertrag einigen konnten, belegten sie ihn mit dem exklusiven Franchise Tag, den er am 23. Juni 2020 für ein Gehalt von 31,4 Millionen Dollar unterschrieb. Prescott startete überzeugend in die Saison, er warf als erster Quarterback in drei aufeinanderfolgenden Spielen für 450 Yards oder mehr und stellte bei der 38:49-Niederlage gegen die Cleveland Browns mit 502 Yards einen persönlichen Bestwert auf. Im darauffolgenden Spiel gegen die New York Giants zog sich Prescott eine schwere Verletzung zu und fiel mit einem Bruch des rechten Sprunggelenks für den Rest der Saison aus.
Im März 2021 verlängerte Prescott seinen Vertrag in Dallas für 160 Millionen Dollar, davon 126 Millionen garantiert, um vier Jahre.
In die Saison 2021 startete Prescott überzeugend. So konnten seine Cowboys nach der Auftaktniederlage gegen den amtierenden Super-Bowl-Champion aus Tampa Bay die nächsten fünf Spiele gewinnen. Beim Overtime-Sieg gegen die New England Patriots zog sich Prescott eine Verletzung an seiner rechten Wade zu. Nach seiner Rückkehr hatte Prescott Probleme in die Form von Saisonbeginn zu kommen. Entsprechend wurden Spiele gegen die Denver Broncos, Kansas City Chiefs und Las Vegas Raiders verloren. Die folgenden Spielen, in denen Prescott auch nicht überzeugen konnte, wurden mithilfe der starken Defense gewonnen. Stärkere Leistungen zeigte Prescott in den letzten drei Wochen der regulären Saison, wobei er 12 Touchdowns und keine Interception warf. Am 18. Spieltag gelang Prescott eine persönliche Karrierebestleistung, als er im Spiel bei den Philadelphia Eagles 5 Passing-Touchdowns erzielen konnte. Die reguläre Spielzeit beenden die Cowboys mit 12 Siegen und 5 Niederlagen und zogen damit als Sieger ihrer Division in die Playoffs ein. Prescott, der in dieser Saison 37 Touchdown-Pässe für sich verbuchen konnte, stellte den Club-Rekord der Dallas Cowboys von Tony Romo ein, der 2007 in einer Saison 36 Touchdown-Pässe erzielen konnte.
In der Saison 2022 zog Prescott sich bei der Niederlage am ersten Spieltag gegen die Tampa Bay Buccaneers eine Daumenverletzung zu, wegen der er für fünf Wochen ausfiel. Da sein Ersatzmann Cooper Rush in Prescotts Abwesenheit überraschend gut spielte und vier von fünf Spielen gewann, hatten die Cowboys trotz Prescotts Abwesenheit eine gute Ausgangslage, um die Play-offs zu erreichen, was ihnen letztlich auch gelang. Mit Prescott, der auf 2860 Yards Raumgewinn, 23 Touchdownpässe und ein Quarterback Rating von 91,1 kam, stellten die Cowboys 2022 eine der explosivsten Offenses der Liga, die allerdings durch gelegentlich inkonstantes Spiel ihres Quarterbacks gebremst wurde. Obwohl Prescott in der Regular Season nur zwölf Partien bestritt, verzeichnete er mit 15 Interceptions den Höchstwert der Liga (geteilt mit Davis Mills). In den Play-offs scheiterten die Cowboys nach einem Sieg über Tampa Bay letztlich in der Divisional Round an den San Francisco 49ers. Für sein Engagement abseits des Footballfeldes wurde Prescott 2022 mit dem Walter Payton Man of the Year Award ausgezeichnet. Die von ihm betriebene Faith Fight Finish (FFF) Foundation setzt sich unter anderem für die Krebsforschung und die Suizidprävention ein. Prescotts Mutter starb 2013 an Krebs, sein Bruder Jace beging 2020 Suizid.

## Statistiken

### College
| Saison                       | Team              | Spiele | Passing  | Passing | Passing | Passing | Passing | Passing | Rushing | Rushing | Rushing | Rushing | Receiving | Receiving | Receiving | Receiving |
| Saison                       | Team              | Spiele | Comp–Att | Comp%   | Yards   | TD      | INT     | QB Rtg  | Att     | Yds     | Avg     | TD      | Rec       | Yds       | Avg       | TD        |
| ---------------------------- | ----------------- | ------ | -------- | ------- | ------- | ------- | ------- | ------- | ------- | ------- | ------- | ------- | --------- | --------- | --------- | --------- |
| 2012                         | Mississippi State | 12     | 18–29    | 62,1    | 196     | 4       | 0       | 163,8   | 32      | 118     | 3,7     | 4       | 0         | 0         | –         | 0         |
| 2013                         | Mississippi State | 11     | 156–267  | 58,4    | 1940    | 10      | 7       | 126,6   | 134     | 829     | 6,2     | 13      | 2         | 53        | 26,5      | 2         |
| 2014                         | Mississippi State | 13     | 244–396  | 61,6    | 3449    | 27      | 11      | 151,7   | 210     | 986     | 4,7     | 14      | 2         | 35        | 17,5      | 1         |
| 2015                         | Mississippi State | 13     | 316–477  | 66,2    | 3793    | 29      | 5       | 151,0   | 160     | 588     | 3,7     | 10      | 0         | 0         | –         | 0         |
| Gesamt                       | Gesamt            | 49     | 734–1169 | 62,8    | 9376    | 70      | 22      | 146,0   | 536     | 2521    | 4,0     | 41      | 4         | 88        | 22,0      | 3         |
| Quelle: sports-reference.com |                   |        |          |         |         |         |         |         |         |         |         |         |           |           |           |           |

### NFL-Statistiken
| Saison                             | Team   | Spiele | Spiele      | Passing   | Passing | Passing | Passing | Passing | Passing | Rushing | Rushing | Rushing | Rushing | Fumbles | Fumbles |
| Saison                             | Team   | Spiele | als Starter | Comp–Att  | Comp%   | Yards   | TD      | INT     | QB Rtg  | Att     | Yds     | Avg     | TD      | Fum     | Lost    |
| ---------------------------------- | ------ | ------ | ----------- | --------- | ------- | ------- | ------- | ------- | ------- | ------- | ------- | ------- | ------- | ------- | ------- |
| 2016                               | DAL    | 16     | 16          | 311–459   | 67,8    | 3667    | 23      | 4       | 104,9   | 57      | 282     | 4,9     | 6       | 9       | 4       |
| 2017                               | DAL    | 16     | 16          | 308–490   | 62,9    | 3324    | 22      | 13      | 86,6    | 57      | 357     | 6,3     | 6       | 4       | 3       |
| 2018                               | DAL    | 16     | 16          | 356–526   | 67,7    | 3885    | 22      | 8       | 96,9    | 75      | 305     | 4,1     | 6       | 12      | 6       |
| 2019                               | DAL    | 16     | 16          | 388–596   | 65,1    | 4902    | 30      | 11      | 99,7    | 52      | 277     | 5,3     | 3       | 6       | 2       |
| 2020                               | DAL    | 5      | 5           | 151–222   | 68,0    | 1856    | 9       | 4       | 99,6    | 18      | 93      | 5,2     | 3       | 3       | 3       |
| 2021                               | DAL    | 16     | 16          | 410–596   | 68,8    | 4449    | 37      | 10      | 104,2   | 48      | 146     | 3,0     | 1       | 14      | 6       |
| 2022                               | DAL    | 12     | 12          | 288–411   | 66,2    | 2860    | 23      | 15      | 91,1    | 45      | 182     | 4,0     | 1       | 4       | 1       |
| 2023                               | DAL    | 17     | 17          | 410–590   | 69,5    | 4516    | 36      | 9       | 105,9   | 55      | 242     | 4,4     | 2       | 4       | 2       |
| 2024                               | DAL    | 8      | 8           | 185–286   | 64,7    | 1978    | 11      | 8       | 86,0    | 13      | 54      | 4,2     | 1       | 4       | 1       |
| Gesamt                             | Gesamt | 122    | 122         | 2780–4159 | 66,8    | 31437   | 213     | 82      | 98,1    | 420     | 1938    | 4,6     | 29      | 60      | 28      |
| Quelle: pro-football-reference.com |        |        |             |           |         |         |         |         |         |         |         |         |         |         |         |